# 高鹏先
高鹏先（1909年—2008年），男，直隶（今河北）完县人，中国政治人物，曾任北京农业大学代理党委书记，第五、六届全国政协委员。